# Comuna Finspång
Finspång (Finspångs kommun) este o comună din comitatul Östergötlands län, Suedia, cu o populație de 20.903 locuitori (2013).

## Geografie

### Zone urbane
Lista celor mai mari zone urbane din comună (anul 2015) conform Biroului Central de Statistică al Suediei:
| Nr | Zona urbană     | Pop.   |
| -- | --------------- | ------ |
| 1  | Finspång        | 12.807 |
| 2  | Rejmyre         | 886    |
| 3  | Lotorp          | 685    |
| 4  | Falla           | 464    |
| 5  | Sonstorp        | 436    |
| 6  | Hällestad       | 335    |
| 7  | Ljusfallshammar | 316    |
| 8  | Butbro          | 290    |
| 9  | Grytgöl         | 290    |
| 10 | Borggård        | 237    |

## Demografie
| \| Evoluția demografică în comuna Finspång, 1970–2015 \| Evoluția demografică în comuna Finspång, 1970–2015 \| Evoluția demografică în comuna Finspång, 1970–2015 \| Evoluția demografică în comuna Finspång, 1970–2015 \| Evoluția demografică în comuna Finspång, 1970–2015 \| \| ----------------------------------------------------------------------------------------------------- \| -------------------------------------------------- \| -------------------------------------------------- \| -------------------------------------------------- \| -------------------------------------------------- \| \| An \| \| \| Locuitori \| \| \| 1970 \| 1970 \| \| 24699 \| 24699 \| \| 1975 \| 1975 \| \| 24799 \| 24799 \| \| 1980 \| 1980 \| \| 24614 \| 24614 \| \| 1985 \| 1985 \| \| 23703 \| 23703 \| \| 1990 \| 1990 \| \| 23291 \| 23291 \| \| 1995 \| 1995 \| \| 22996 \| 22996 \| \| 2000 \| 2000 \| \| 21477 \| 21477 \| \| 2005 \| 2005 \| \| 20888 \| 20888 \| \| 2010 \| 2010 \| \| 20747 \| 20747 \| \| 2015 \| 2015 \| \| 21199 \| 21199 \| \| Sursa: SCB - Statistika Centralbyrån, Folkmängd efter region, civilstånd, ålder och kön. År 1968–2016 \| \| \| \| \| |      |  |           |       |
| Evoluția demografică în comuna Finspång, 1970–2015 |      |  |           |       |
| An |      |  | Locuitori |       |
| 1970 | 1970 |  | 24699     | 24699 |
| 1975 | 1975 |  | 24799     | 24799 |
| 1980 | 1980 |  | 24614     | 24614 |
| 1985 | 1985 |  | 23703     | 23703 |
| 1990 | 1990 |  | 23291     | 23291 |
| 1995 | 1995 |  | 22996     | 22996 |
| 2000 | 2000 |  | 21477     | 21477 |
| 2005 | 2005 |  | 20888     | 20888 |
| 2010 | 2010 |  | 20747     | 20747 |
| 2015 | 2015 |  | 21199     | 21199 |
| Sursa: SCB - Statistika Centralbyrån, Folkmängd efter region, civilstånd, ålder och kön. År 1968–2016 |      |  |           |       |